# Leeton (Misuri)
Leeton es una ciudad ubicada en el condado de Johnson en el estado estadounidense de Misuri. En el Censo de 2010 tenía una población de 566 habitantes y una densidad poblacional de 430,18 personas por km².

## Geografía
Leeton se encuentra ubicada en las coordenadas 38°35′00″N 93°41′43″O / 38.58333, -93.69528. Según la Oficina del Censo de los Estados Unidos, Leeton tiene una superficie total de 1.32 km², de la cual 1.32 km² corresponden a tierra firme y (0%) 0 km² es agua.

## Demografía
Según el censo de 2010, había 566 personas residiendo en Leeton. La densidad de población era de 430,18 hab./km². De los 566 habitantes, Leeton estaba compuesto por el 96.47% blancos, el 0.35% eran afroamericanos, el 1.24% eran amerindios, el 0.35% eran asiáticos, el 0% eran isleños del Pacífico, el 0% eran de otras razas y el 1.59% pertenecían a dos o más razas. Del total de la población el 1.06% eran hispanos o latinos de cualquier raza.